# Akiko (R&B)
akiko（あきこ）は1995年にデビューした日本のR&Bシンガーである。2009年現在活動は行われていない。

## 来歴
1994年ブラック・ミュージックの殿堂、アポロ・シアターの「アマチュア・ナイト」に飛び入りで参加し、翌年アルバム「CRAZY ABOUT YOU」でデビュー。ARTY SKYE、DANNY TENAGLIA、小日向歩、等がプロデュース。
ジャケットデザインは安室奈美恵や中島美嘉などを手がけるTYCOON GRAPHICSが「BACK HOME」「“BACK HOME”REMIX」を除き、全てデザインしている。

## ディスコグラフィー

### アルバム
1. CRAZY ABOUT YOU (1995年7月1日)
  - Tr.05 『Mellow Mellow』Lowrellの「Mellow Mellow Right On」をサンプリング
2. DA DREAMS COME TRUE (1996年2月1日)
  - Tr.07 『Melody of Luv』フジテレビ系深夜番組「東京SEX」テーマソング
3. BACK HOME (1996年8月1日)
4. KISS OF LIFE (1997年7月2日)
  - Tr.04 『Turn Around』テレビ東京「クルマ天国らぶらぶドライブ」テーマソング
  - Tr.11 『Falling In Love』ハウス食品「いただきレンジ」CMソング

### シングル
1. Sweet Christmas (12cm) (1995年11月1日)
  - Tr.01 『Sweet Christmas』 日本テレビ系「知ってるつもり?!」エンディングテーマ、アレンジを久石譲が担当
2. HAPPY LITTLE TIME (8cm) (1996年3月20日)
  - Tr.01 『HAPPY LITTLE TIME』KOSE「CARINO」CMソング
3. WHAT CHA’ GONNA DO FOR ME (12cm) (1997年6月11日)
  - Tr.01 『WHAT CHA’ GONNA DO FOR ME』チャカ・カーンのカヴァー、プロデュース：サトシ・トミイエ
  - Tr.03 『I’ll Be There』ジャクソン5のカヴァー。

### リミックス・アルバム
1. CRAZY ABOUT “U” REMIX (1995年9月1日)
2. “BACK HOME”REMIX (1996年11月1日)